# Назінген
Назінген (нім. Nasingen) — громада в Німеччині, розташована в землі Рейнланд-Пфальц. Входить до складу району Бітбург-Прюм. Складова частина об'єднання громад Зюдайфель.
Площа — 2,38 км2. Населення становить 44 ос. (станом на 31 грудня 2020).